# Rhinocricus analaucus
Rhinocricus analaucus är en mångfotingart som beskrevs av Filippo Silvestri 1897. Rhinocricus analaucus ingår i släktet Rhinocricus och familjen Rhinocricidae. Inga underarter finns listade i Catalogue of Life.